# サウスジョージア島

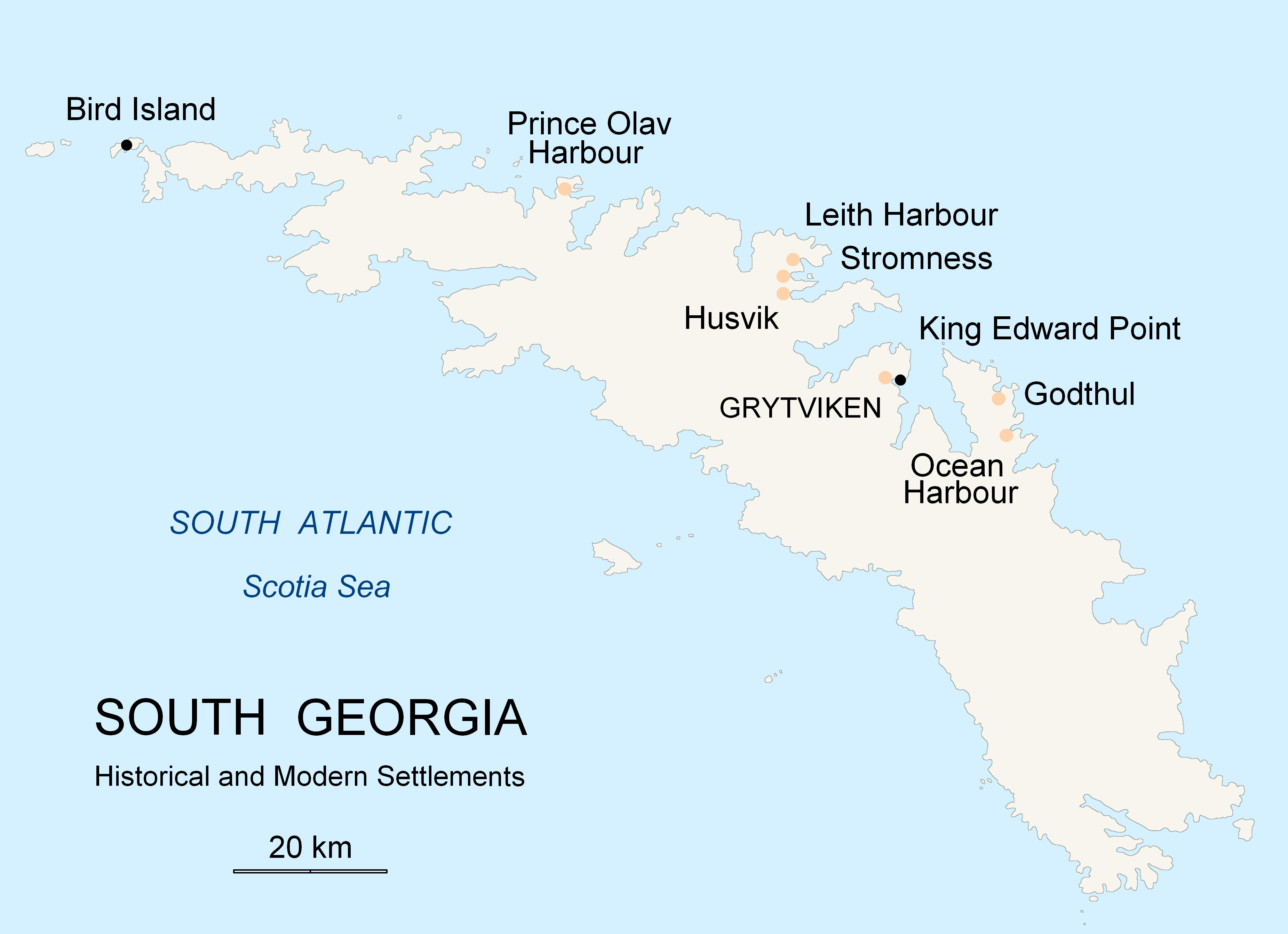
サウスジョージア島

サウスジョージア島（サウスジョージアとう、英語: South Georgia Island）は南大西洋にある島で、イギリスの海外領土であるサウスジョージア・サウスサンドウィッチ諸島に含まれる。

## 概要
サウスジョージア島はコロネーション島の830 km北東、サウスサンドウィッチ諸島北端のザボドフスキー島から550 km北西にある。全長167.4kmで、幅は1.4から37kmである。面積は3528km2で、亜南極の島としてはケルゲレン島に次いで広い。山がちな地形で、中央をアラーダイス山脈が走り、多くのフィヨルドや入り江が海岸沿いにある。
ゾウアザラシやオットセイ、オウサマペンギンの繁殖地でもある。主な集落としてはグリトビケンがある。

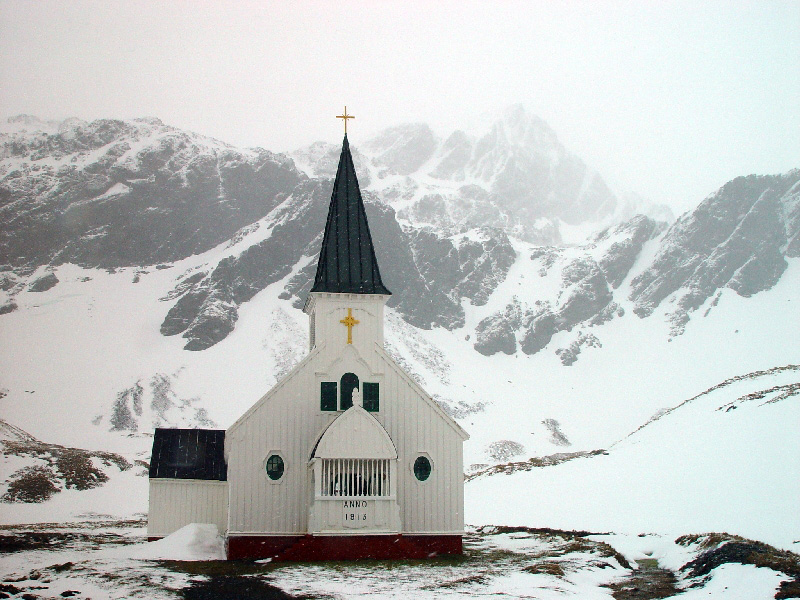
グリトビケンの教会

## 歴史
サウスジョージア島は1675年にロンドンの商人アントニー・ド・ラ・ロシェが初めて見つけたと言われている。古い地図の多くで「ロシェ島」という名前になっている。1756年6月28日か29日に、サン・マロから航行してきたスペインの商船レオンに目撃された。

### アルゼンチンによる占領
1982年3月19日にアルゼンチン人の一行がリース港に到着し、島にアルゼンチンの国旗を掲げた。4月3日、フォークランド紛争の2日目に、アルゼンチン海軍が正式にこの島を併合した。サウスジョージア島はパラケット作戦により、4月25日にイギリス軍が再奪還した。

## 気候
この島の気候はケッペンの気候区分で極地ツンドラ気候に分類される。表土を覆う木はなく、4月から11月までの冬季はおおむね雪に覆われている。